# University of Chicago Booth School of Business

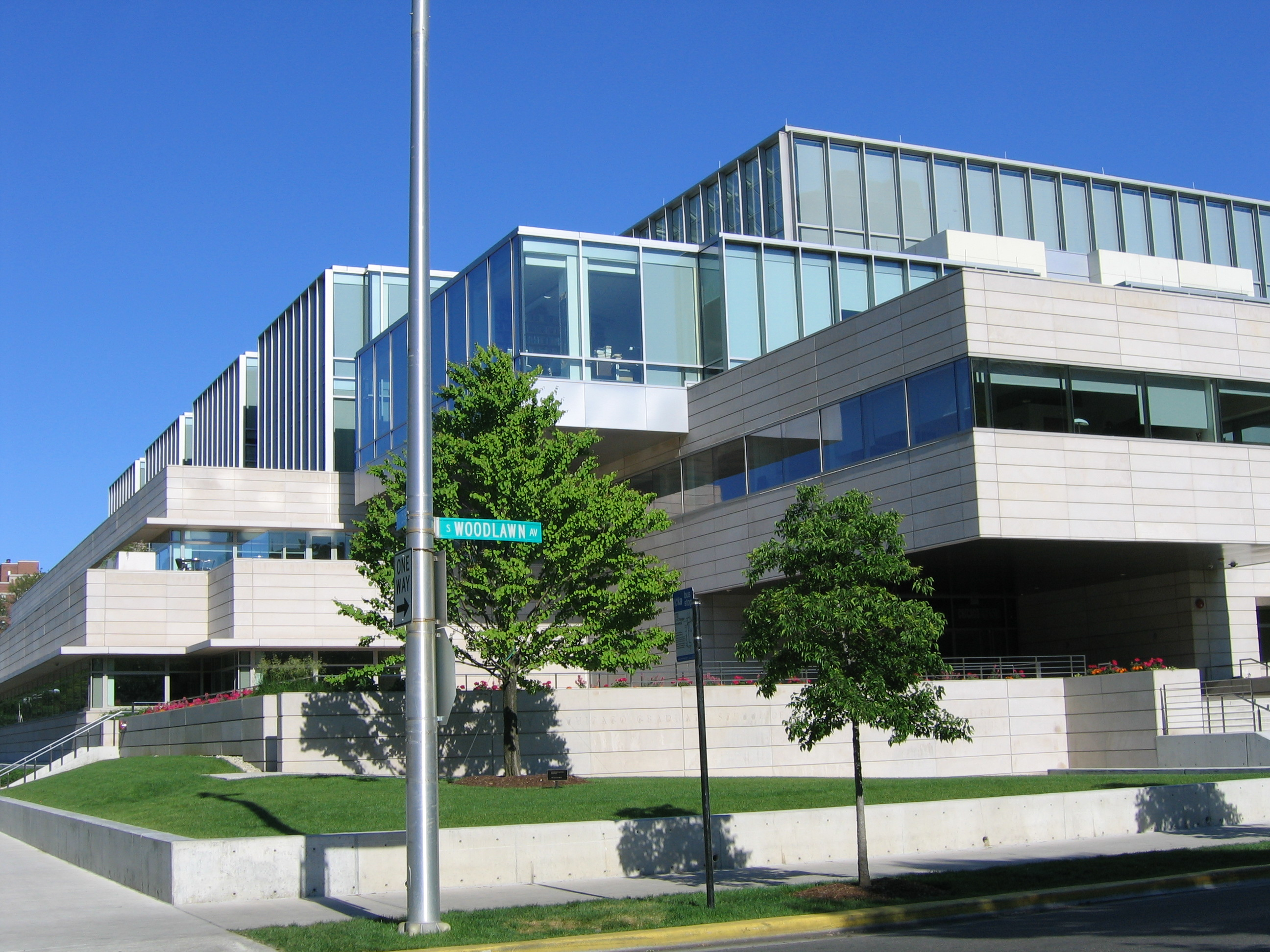
Bild der University of Chicago Booth School of Business

Die University of Chicago Booth School of Business ist eine graduate Business School in Chicago, Illinois. Chicago Booth ist die zweitälteste Business School in den USA; die erste, die ein Executive-MBA-Programm anbot, und die erste mit einem Ph.D.-Programm in Business. Ehemals die University of Chicago Graduate School of Business wurde die Schule 2008 umbenannt nach einer 300-Millionen-Dollar-Schenkung von David G. Booth.
Booths Universitätsgebäude befinden sich im Stadtviertel Hyde Park in Chicago auf dem Hauptcampus der University of Chicago. Die Schule unterhält weitere Campus in London und Asien (zunächst in Singapur, ab Juli 2013 wurde ein Umzug nach Hong Kong angekündigt) sowie in der Innenstadt von Chicago an der Magnificent Mile. Zusätzlich zum Angebot des Business-Programms betreibt die Schule Forschung in den Bereichen Finanzen, Wirtschaftswissenschaften, quantitative Marktforschung, Rechnungsführung/Buchführung und anderen Gebieten.
Das Vollzeit-MBA-Programm wird zurzeit als weltweit bestes MBA-Programm (gemeinsam mit dem der Harvard Business Schule) bewertet.